# Anta de Agualva
Die Anta de Agualva, auch bekannt unter dem Namen Anta do Carrascal, ist eine Megalithanlage in Zentralportugal, nordwestlich von Lissabon in der Gemeinde (Freguesia) União das Freguesias de Agualva e Mira Sintra im Kreis (Concelho) Sintra, Distrikt Lissabon.
Anta, Mámoa, Dolmen, Orca und Lapa sind die in Portugal geläufigen Bezeichnungen für die ungefähr 5000 Megalithanlagen, die während des Neolithikums im Westen der Iberischen Halbinsel von den Nachfolgern der Cardial- oder Impressokultur errichtet wurden.

## Denkmalpflege
Die Anlage wurde bereits im Jahre 1880 durch den portugiesischen Geologen Carlos Ribeiro untersucht und im Jahre 1910 als Monumento Nacional eingetragen und geschützt.
Nachdem die Anlage ungeachtet ihres Denkmalstatus kaum geschützt wurde und überwuchernde Vegetation und vor allem der immer näher rückende Siedlungsbau das Denkmal gefährdeten, wurde der Grabbau in Abstimmung mit der Gemeinde Anfang des Jahrtausends durch eine neu geschaffene  Parkanlage (Parque da Anta) vor weiterem Verfall bewahrt.

Anta de Agualva
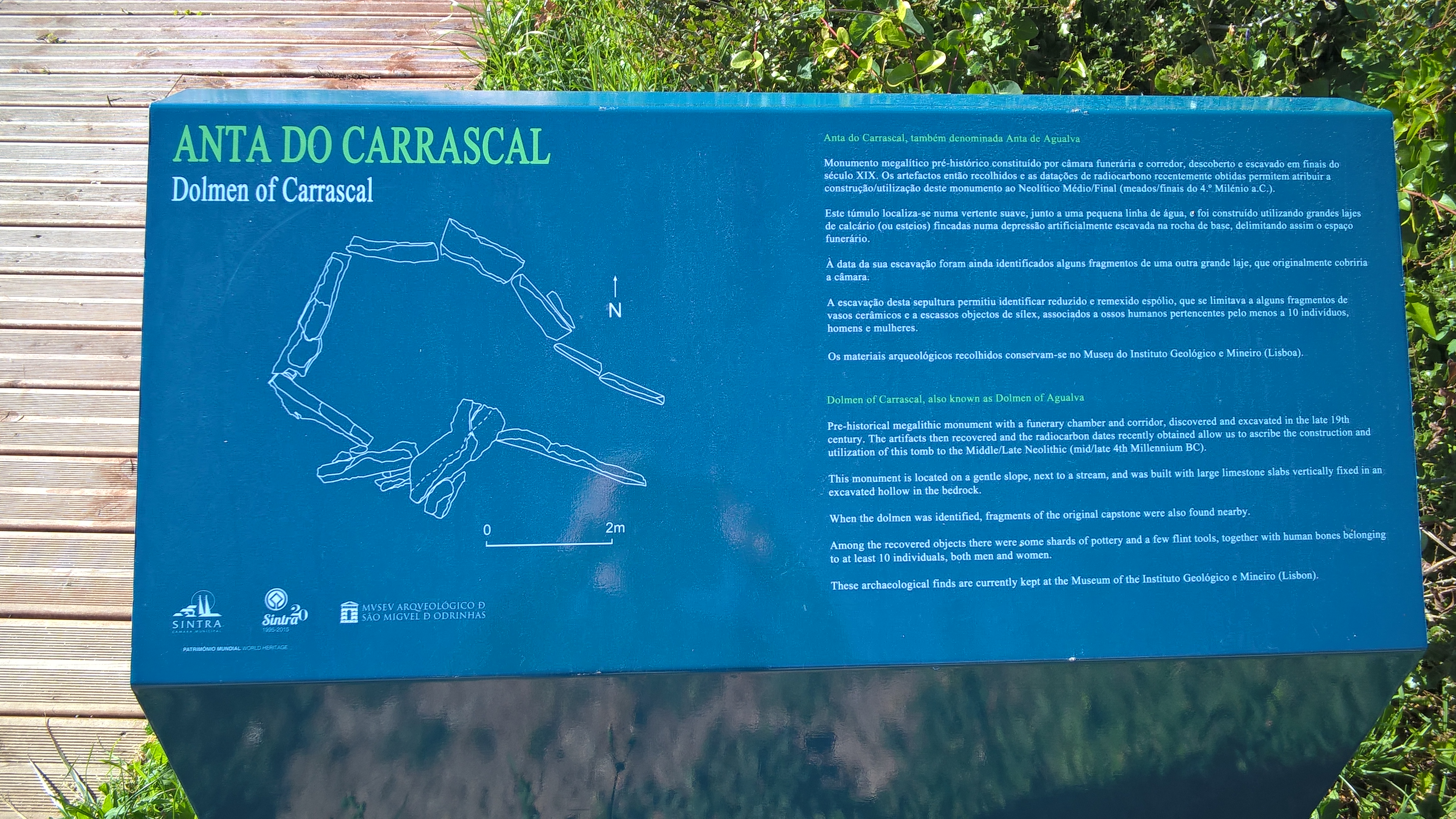
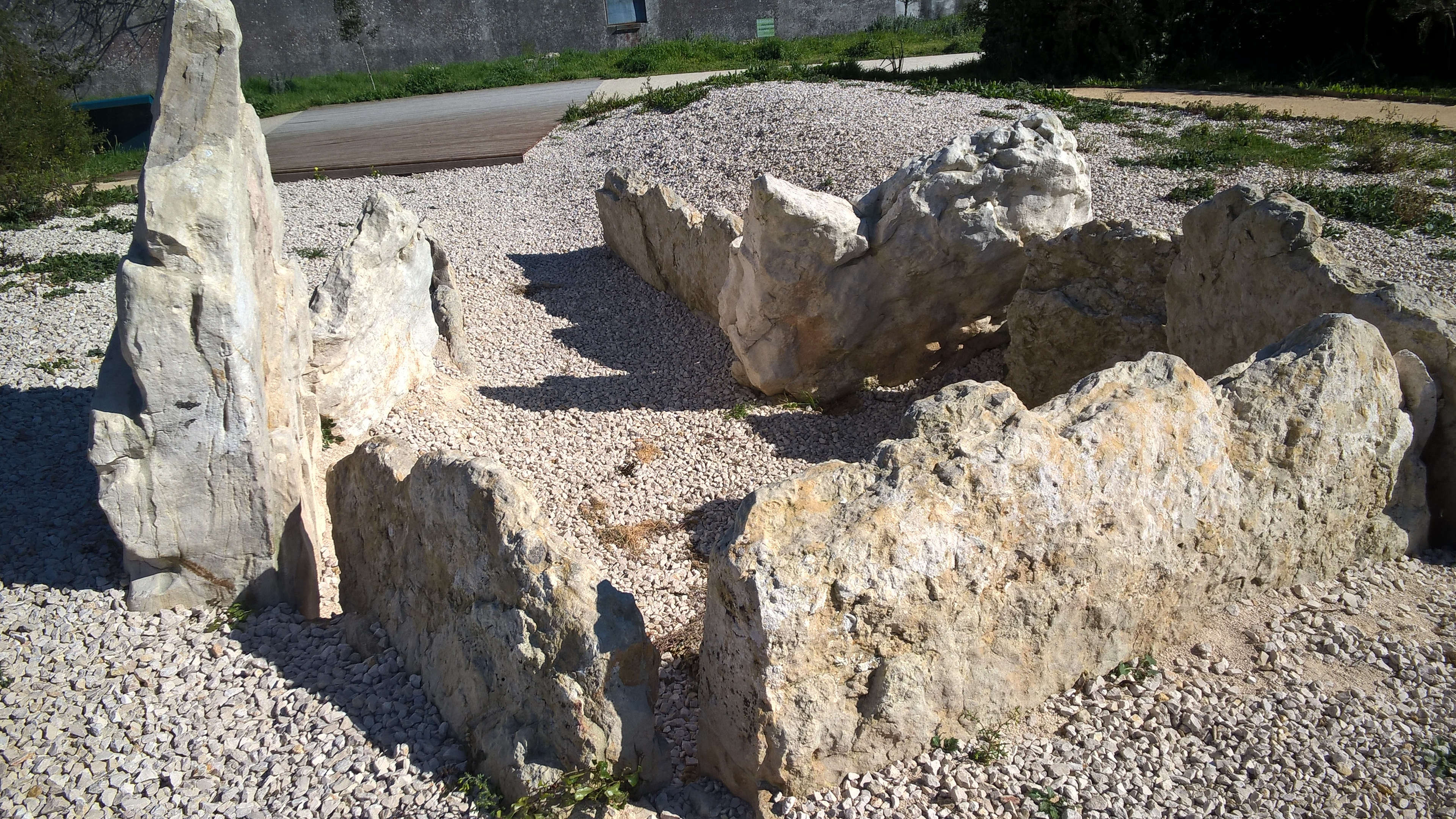
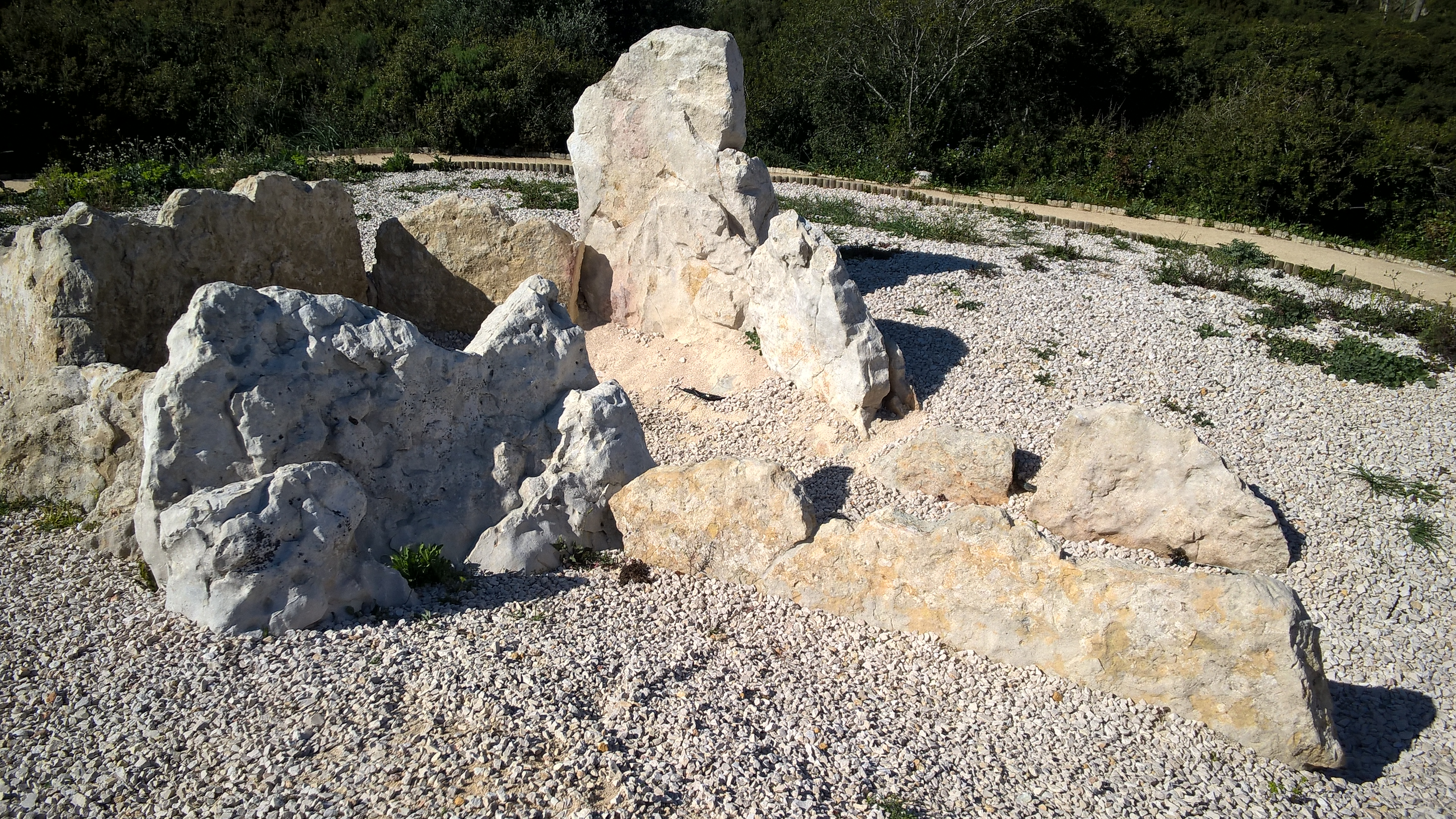
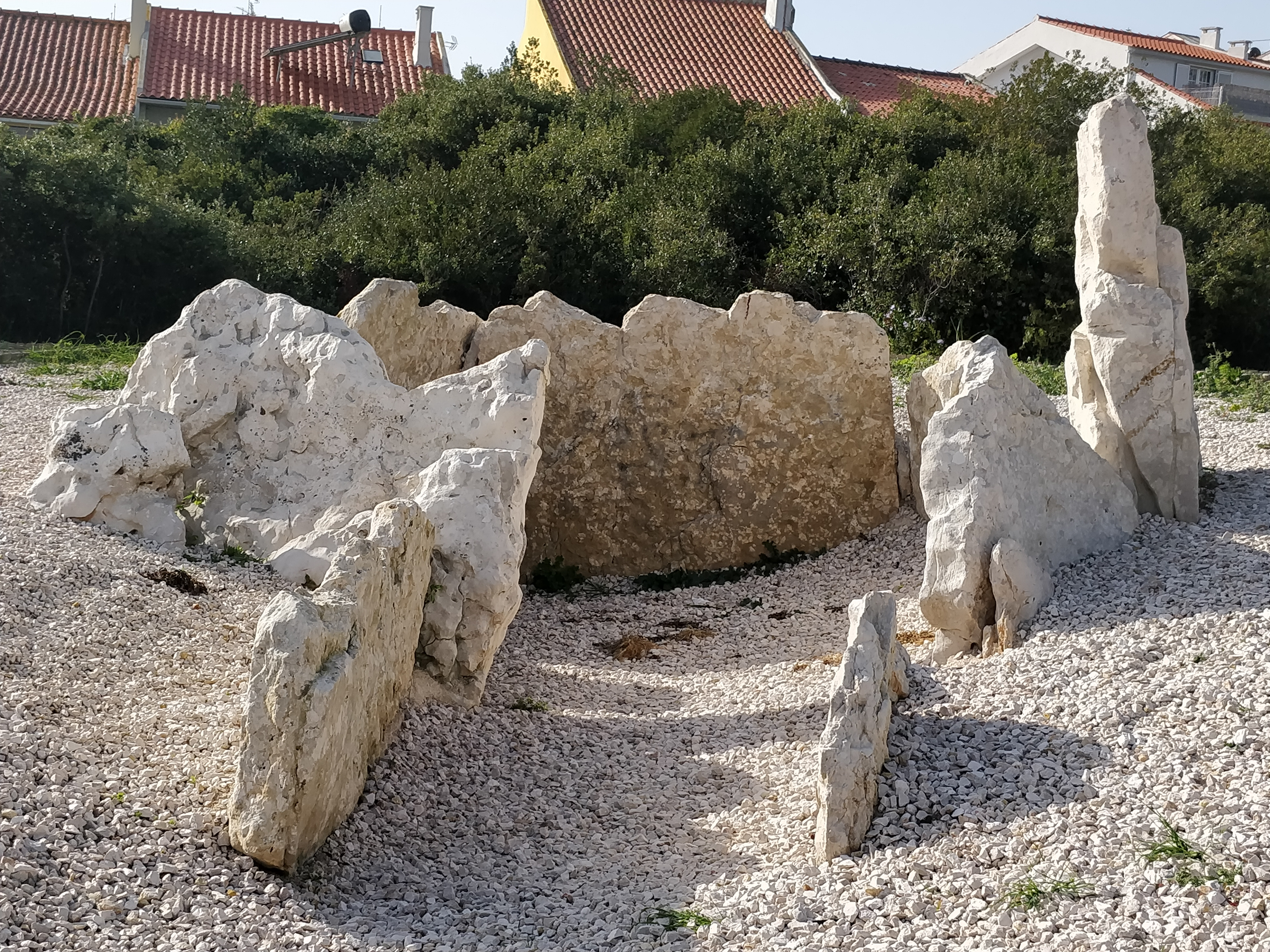

## Befund
Es handelt sich um ein polygonales Ganggrab, von dem die sieben aufrecht stehenden Tragsteine (Orthostaten) aus Kalkstein der Grabkammer noch in situ angetroffen wurden. Vom Gang waren nur noch drei Steinplatten erhalten. Die Grabkammer mit einer Größe von 3,7 × 3,8 Metern war zum Zeitpunkt der Ausgrabung bereits stark zerstört und antik beraubt. Drei große Bruchstücke einer Steinplatte könnten zum ehemaligen Deckstein gehört haben. Darüber hinaus fanden sich Hinweise auf eine ehemalige Erdaufschüttung (Mámoa), die die Grabstätte abdeckte.
Wie einige andere Megalithgräber der näheren Umgebung auch (z. B. Anta da Estria, Anta da Arca) wurde für die Fundamentgräben der Tragsteine ein vergleichsweise leicht zu bearbeitender Untergrund gewählt.

## Funde
Aufgrund der Beraubung und Zerstörung des Grabes erbrachte die Grabung nur noch wenige Funde, darunter Keramikfragmente, Feuersteinwerkzeuge sowie menschliche Zähne und Knochen. Die Keramikfragmente und Feuersteinwerkzeuge erlauben eine Datierung der Anlage in das Mittel- und Spätneolithikum (Mitte oder zweite Hälfte des 4. Jahrtausends v. Chr.). Die Funde werden im Museum des Serviços Geológicos de Portugal in Lissabon aufbewahrt.